# 渥太華人
渥太華人（英語：Odawa、Ottawa或Odaawaa），據說是指“商人”，是一個分佈在美國北部和加拿大南部的美洲原住民。他們長期擁有現行美加邊界的土地，而他們亦得到了美加兩國的承認。他們是尼什那比民族的民系，與歐及布威族和波多沃米人有關但不同。
在古代離開美國東岸之後，他們定居於馬尼圖林島、休倫湖北岸附近、以及位於今日加拿大安大略省的布魯斯半島。他們把當地視為自己的發源地。17世紀以後，他們亦分佈到渥太華河沿岸，以及密歇根州和威斯康星州，還有後者大湖區南面的中西部地區。在21世紀，有大約15,000渥太華人居住在安大略省，以及密歇根州和奧克拉荷馬州（前美國印第安領地）。
渥太華方言是阿爾岡昆語族的一個分支。這個龐大的家族有許多較小的部落或“派系”，通常在美國稱為“部落”和在加拿大稱為“第一民族”。渥太華人的語言被視為歐及布威族的一種發散方言，其特點是頻繁的音節省略。

## 部落名稱
渥太華人之名Odaawaa（音節省略成Daawaa，相信是源於安尼席那貝詞語adaawe，指“去交易”或者“去做買賣”）；這詞語常見於克里族、阿爾岡昆人、尼皮辛人、蒙塔納人、渥太華人和歐及布威人。波塔瓦托米語的Odawa和英語的變體“Ottawa”都很普遍。安尼席那貝語在形容商人時使用Wadaawewinini（wag）一詞。密歇根州的天主教傳教士Frederic Baraga把它轉譯成Watawawininiwok，編入A Dictionary of the Otchipwe Language，聲稱該詞指“蘆葦之人”，源於渥太華河的大量蘆葦。不過，這個解釋更恰當地與Matàwackariniwak相關，它是一個歷史上住在渥太華河的阿爾岡昆人支派。唯一稱為Odawa的美洲原住民部落是小特拉弗斯海灣支派的渥太華印第安人，其他則被視為Ottawa。
他們的鄰族採用了“商人”之名稱呼渥太華人，因為傳統上和與歐洲人接觸早期他們是跨部落的商人。Odawa被描述為主要交易“玉米粉、葵花籽油、毛皮和皮草、地毯和地毡、煙草、藥用根和香草。”
渥太華人在英文的名稱是地名渥太華和渥太華河的名稱來源。與歐洲人接觸早期的渥太華人家園（不是貿易區）就正正位於以他們命名的城市和河流西面。俄亥俄州渥太華是普特南縣的縣治，從俄亥俄州最後一個渥太華人保留地發展而來。

## 語言
渥太華語被視為眾多奧傑布瓦語的方言中其中一個，其特點是頻繁的音節省略。在渥太華語中，整個語族被稱為Nishnabemwin，而渥太華語則稱作Daawaamwin。在估計5,000名渥太華族和額外10,000名具有渥太華族血統的人當中，21世紀初的渥太華語用家有大約500人。俄克拉荷馬州渥太華部落就有三位流利的用家。

## 早年歷史

### 口傳歷史和早期歷史記載

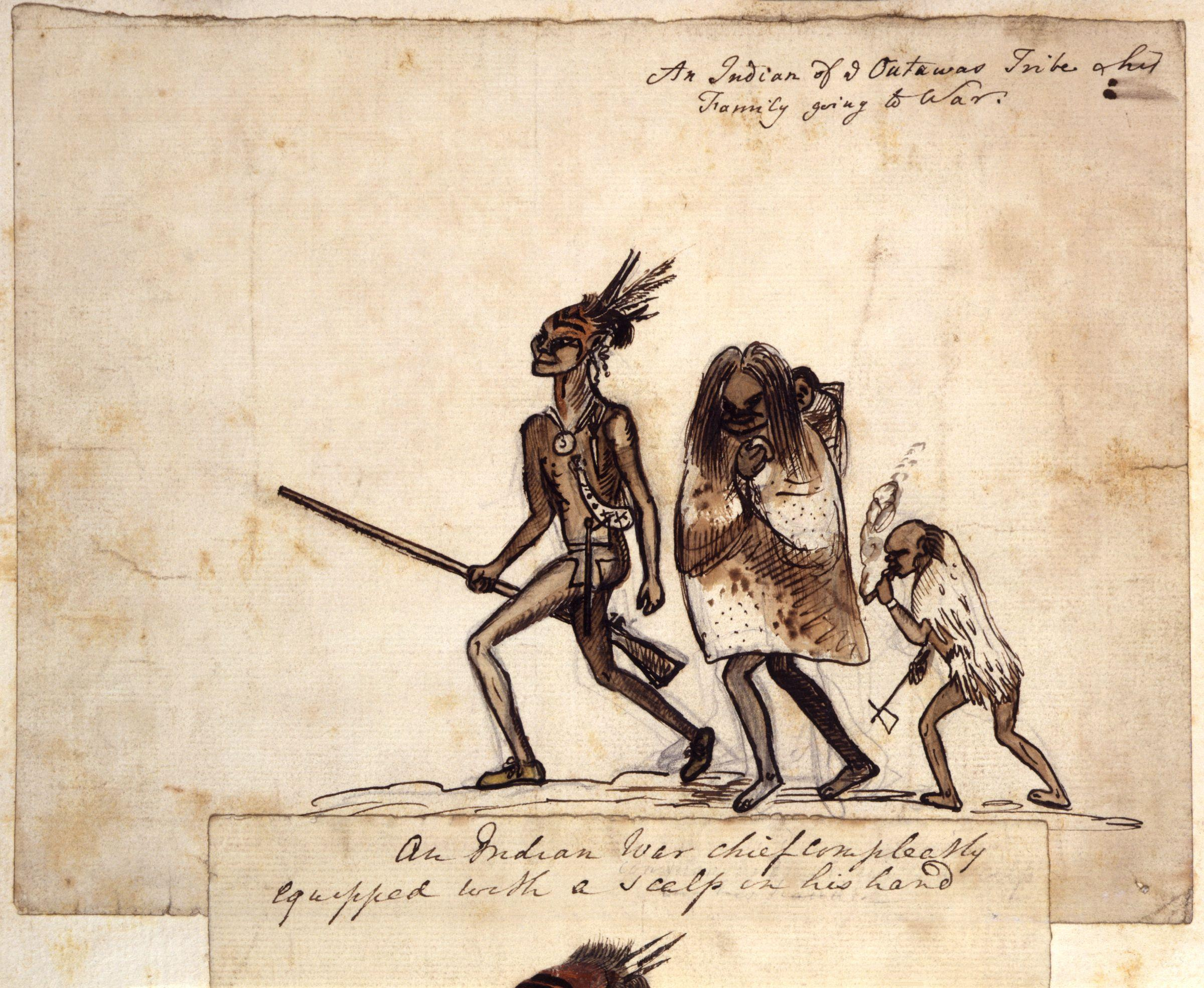
18世紀中期一幅渥太華族家庭的素描。

根據安尼席那貝民族的傳說，渥太華人來自北美洲東部地區，來自美國東岸（當地亦有無數阿爾岡昆民族）。在miigis（發光的）人帶領下，安尼席那貝人沿著聖勞倫斯河遷向內陸。到了“第三個暫停地”底特律附近，安尼席那貝人的南部派系分出了三個民族：歐及布威族、渥太華族和波塔瓦托米族。
有考古證據表明，位於中間林地時期位於布魯斯半島的受霍普韋爾文化影響的秀吉恩族群可能是演變成了渥太華人。霍普韋爾文化是一個分佈廣泛，從公元前200年至公元500年的貿易網絡。部分這些人建立為埋葬而設的土匹，該習俗結束於大約公元250年。秀吉恩族群的土匹尚未被挖掘。
渥太華人，與歐及布威族和波塔瓦托米族，是長久的三火議會部落聯盟的一分子，與易洛魁聯盟和達科他人為敵。
1667年的《耶稣会报导》記錄了三個住在同一個城鎮的部落：渥太華人、基斯嘎賈渥太華人和辛那葛渥太華人。他們全部都用同一個語言。

### 皮草貿易
由於渥太華人維持了龐大的貿易網絡，很多北美洲內部的民族以其所使用的貿易夥伴名稱而不是民族的自稱（內名）而稱謂。例如，那些外名包括聖語族的Winnebago（來自Wiinibiigoo），和達科他人的Sioux（來自Naadawensiw）。從新法蘭西殖民地開創之後，渥太華人在法國和加拿大人的皮草貿易重要到一個程度，在1670年之前，魁北克殖民者通常稱所有在大湖區的阿爾岡昆語族使用者為渥太華。在他們自己的語言中，渥太華人（類似歐及布威族）自稱“安尼席那貝”（Neshnabek），指“人”。
價值最高的皮草是海狸。其他皮草包括鹿、貂、浣熊、狐狸、獺和麝鼠。作為交換，渥太華人會獲得“斧頭、刀、水壺、陷阱、針、魚鉤、布和毯子、珠寶和裝飾品，以及後來的槍械和酒。”渥太華人直到法國人的到來都是壟斷著全部經過威斯康星州格林貝或者密歇根州蘇聖瑪麗的皮草貿易。據稱他們“盡全力搜刮”那些“不使用獨木舟的當地部落，通過與他們交換一些鋼鐵和破舊的歐洲物品，以獲得大量的皮草。”例如，克里族給了渥太華人他們所有的海狸皮長袍，以交換舊刀、鈍錐、劣質的網和水壺，直到他們不可再用。

### 戰爭和難民

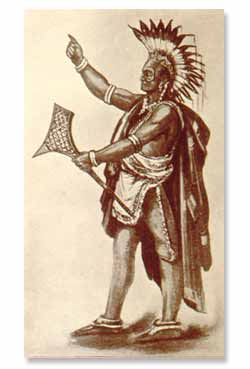
持著槍托戰棍的渥太華戰士。

渥太華人與其他民族存在著爭議和衝突，尤其是為了皮草貿易的豐富利潤。例如，該部落曾經與馬斯古頓人開戰。到了17世紀中葉，渥太華人與五大湖其他阿爾岡昆民族在河狸之戰中聯合對付強大的莫霍克人（在今日紐約州）和它的易洛魁盟友。傳統的勢力平衡就被歐洲人帶來的槍械等武器所破壞，改變了經濟風險和報酬。這種破壞產生了新的災難性的意外後果。雙方的所有土著人民都受到干擾或毀滅；一些團體，如易洛魁伊利人，被消滅為部落。到了17世紀中葉，部落們受到的疾病影響比戰爭更嚴重。缺乏歐洲人新帶來傳染病的免疫，他們在瘟疫中遭到大量人口死亡。
1701年法國殖民者建立了底特律堡並且設立貿易站。大量渥太華人從他們的馬尼圖林島祖地遷入來，而休倫族亦遷到當地附近。部分渥太華人早已定居在北密歇根州的下半島，亦有更多派系在底特律周圍和南面建立村莊。他們的範圍延伸到今日的俄亥俄州。
因應戰爭和殖民地擴張所造成的部落遷移，部落們大概以以下模式定居：“夾在西北的法國和東南的英國之間，邁阿密人定居於今日印地安納州和俄亥俄州西部；渥太華人沿著莫米河、奧格萊塞河和布蘭查德河定居於俄亥俄州西北部；休倫族定居於俄亥俄州中部；肖尼族就在俄亥俄州西南部；而特拉華人就在俄亥俄州東部和東南部。”
在18世紀中期，渥太華人與他們的貿易夥伴法國結盟，在有“英法北美戰爭”之稱的七年戰爭期間對抗英國。他們向英國美洲殖民者進行侵略。著名的渥太華酋長龐蒂亞克據歷史記載出生於莫米河和奧格萊茲河的交匯處，即後來的俄亥俄州迪法恩斯。1763年英國勝利後，龐蒂亞克發動了一場反英起義，但他不能阻止英國殖民者向當地的移民。
十年後，酋長Egushawa（亦稱為Agushawa）帶領渥太華人作為美國獨立戰爭的英國盟友。他希望在他們的支持下，將歐美殖民者排除在他位於俄亥俄州西北部和密歇根州南部的領土之外。美國把英國人打敗對於與英國結盟的美洲原住民/第一民族部落產生了深遠的影響，因為許多部落被迫將土地割讓給美國。
獨立戰爭之後，在1790年代，Egushawa與無數地區部落的成員，包括休倫族、三火議會、肖尼族、萊納佩人和明哥族，與美國爆發一連串戰役，是為西北印第安戰爭。印第安人希望能驅逐西進的白人移民先導者，但最終被擊敗。在1794年的一場戰役，安東尼·韋恩在莫米河上游築起了一連串碉堡，包括迪法恩斯堡，遍及龐蒂亞克出生地的河流沿岸。雖然英國人鼓勵這種努力，但他們不希望再次與美國陷入公開衝突，並且不再向美洲原住民提供直接支持。韋恩的軍隊在墮落木材戰役中擊敗了數百名印第安聯盟的成員，鄰近未來的俄亥俄州莫米，離托萊多11英里。

#### 襲擊皮夸
1751年與1752年之間的冬季，法國將軍查爾斯·朗格拉德開始集結渥太華人、波塔瓦托米人和歐及布威族的戰士，組成一支戰鬥隊伍，去懲治違反禁令與英貿易的邁阿密族。他們於1752年6月21日的清早攻擊Pickawillany（今俄亥俄州皮夸），殺了十三個邁阿密人，並捕捉了五個英國貿易者。只剩下二十個戰士的邁阿密人嘗試作出投降談判，朗格拉德承諾只要交出英國人就放走邁阿密人。邁阿密人只從五個英國人之中交出了三個。當這些英國人被帶到朗格拉德的陣線，朗格拉德的人殺了一個英國人，挖出了他的心臟並且在邁阿密人面前吃掉它。他們再抓住邁阿密人的酋長Memeskia，殺了他，煮了他然後食了他，在他的邁阿密人面前。事後渥太華人釋放了邁阿密族婦女，帶著那四位被俘的英國人和合共300000美元價值的貨品前往底特律。這事件加劇了英法在俄亥俄的緊張局勢，並引發後來的英法北美戰爭和七年戰爭。

### 條約和遷走
1795年，在《格林維爾條約》下，渥太華人和其他西部聯盟的成員要割讓除了西北地區的俄亥俄州全境。該地區是由底特律渥太華人統治。
1807年，底特律渥太華人與其他三個部落，歐及布威族、休倫族和波塔瓦托米族，因為美國的壓力而簽訂《底特律條約》。眾部落與密歇根領地的代表簽訂協議，給了美國一大幅今日東南密歇根和莫米河附近的西北俄亥俄一部分的土地。有很多渥太華部落遷入了密歇根北部。部落保持在莫米河區域內相對小的土地的公共控制。渥太華支派控制的土地叫做Roche de Boeuf，而莫米河上游則是Wolf Rapids。
1817年，在1812年戰爭後第一條牽涉土地割讓的條約中，俄亥俄渥太華人割讓了他們的土地，接受了在布蘭查德溪和小奧格萊塞河（34平方英里）的保留地。那些只是儲備，使他們獲得每十年的年金。渥太華人承受的壓力繼續增大，因為白人定居者進入了當地。
在通過《印第安人遷移法案》後，美國政府於1831年收回了渥太華人的保留地。最終有四個支派遷到堪薩斯州的土地：布蘭查德溪、小奧格萊塞、Roche de Boeuf，和Wolf Rapids支派。

## 現代史
不同渥太華人群體的人口都獲得了估計。在1906年，在馬尼圖林島和科伯恩島的歐及布威族和渥太華人共有1,497人，渥太華人佔半。有197個渥太華人被列為與俄克拉荷馬州塞內卡學校有聯繫，其中一些渥太華人在美國內戰後定居於此。
在21世紀初，聯邦政府認可的俄克拉荷馬州渥太華部落的登記成員總人數約為4,700人。美國有大約10,000位渥太華人，大多數是在密歇根州。另外有幾千人居住在加拿大安大略省。

## 著名渥太華人
- 龐蒂亞克（約1720年-1769年），酋長，對英國和美國人的龐蒂亞克戰爭的領導者。

## 註解
1. ↑  .   [2019-08-10]. （原始内容存档于2019-07-05）.
2. ↑  .   [2019-08-10]. （原始内容存档于2021-04-18）.
3. ↑  . Canadian Museum of Civilization.   [2019-08-10]. （原始内容存档于2013-11-04）.
4. ↑  "Odawa", Canadian Oxford Dictionary
5. ↑  Baraga, Frederick. (1878). A Dictionary of the Otchipwe Language, I, 300.
6. ↑  Beck, David (2002). Siege and Survival: History of the Menominee Indians, 1634–1856, p. 27. University of Nebraska Press. ISBN 0-8032-1330-1.
7. ↑  Burton, Clarence M. (ed.) (1922). The City of Detroit, Michigan, 1701–1922, p. 49. The S. J. Clarke Publishing Company.
8. ↑  Wurm, Stephen A., et al. (eds.) (1996). Atlas of Languages of Intercultural Communication in the Pacific, Asia, and the Americas, p. 1118. Walter de Gruyter & Co. ISBN 3-11-013417-9.
9. ↑  Anderton, Alice, PhD. Status of Indian Languages in Oklahoma. （页面存档备份，存于） Intertribal Wordpath Society. 2009 (16 Feb 2009).
10. 1 2 3  Frederick Webb Hodge, "Ottawa" （页面存档备份，存于）, Handbook of American Indians North of Mexico, Vol. N-Z, Washington, DC: U.S. Government Printing Office, 1910, pp. 167–172
11. ↑  . Ontario Archaeology.   [2009-07-10]. （原始内容存档于2009-07-15）.
12. ↑  Williamson, Pamela, and Roberts, John (2nd ed. 2004). First Nations Peoples, p. 102. Toronto: Emond Montgomery Publications. ISBN 1-55239-144-2.
13. ↑  .   [2019-08-10]. （原始内容存档于2021-04-18）.
14. ↑  The Wisconsin Cartographers' Guild. . Madison, WI: The University of Wisconsin Press. 1998: 4.
15. ↑  Brebner, John Bartlet. . Cleveland, OH: The World Publishing Company. 1966: 188.
16. ↑  Helen Hornbeck Tanner, ed., Atlas of Great Lakes Indian History (University of Oklahoma Press: Norman, 1986) pp. 3, 58–59; and R. Douglas Hurt, The Ohio Frontier: Crucible of the Old Northwest, 1720–1830 (Indiana University Press: Bloomington, 1998), pp. 8–12.
17. ↑  .   [2019-08-10]. （原始内容存档于2021-04-18）.
18. ↑  Vogel, Virgil J. (1986). Indian Names in Michigan, pp. 46–47. University of Michigan Press. ISBN 0-472-06365-0.
19. 1 2  Barnes, Celia (2003). Native American Power in the United States, 1783–1795, p. 203. Fairleigh Dickinson University Press. ISBN 0-8386-3958-5.
20. ↑  Treuer, David. . New York: Riverhead Books. 2019: 50. ISBN 9781594633157.
21. ↑  . World Digital Library. 1807-11-17  [2013-08-03]. （原始内容存档于2019-05-08）.
22. ↑  .   [2016-03-29]. （原始内容存档于2016-03-29）.
23. 1 2  Lee Sultzman, "Ottawa History" （页面存档备份，存于）, website

## 外部連結
- "Ottawa History" （页面存档备份，存于） Shultzman, L. (2000). First Nations Histories.
- Frederick Webb Hodge, "Ottawa" （页面存档备份，存于）, Handbook of American Indians North of Mexico, Vol. N-Z, Washington, DC: U.S. Government Printing Office, 1910, pp. 167–172, full text online
- "The Middle Woodland Period", The Archaeology of Ontario
- Odawa — The Canadian Encyclopedia （页面存档备份，存于）
- Odawa – First Nations seeker
- Odawa – Word finder （页面存档备份，存于）